# Juankoski
Juankoski är en tätort i Kuopio kommun i landskapet Norra Savolax. Tidigare har Juankoski varit en egen kommun. 
Folkmängden var i oktober 2015 4 824, och den totala arealen utgörs av 586,26 km².
Juankoski kommun bildades 1925. År 1971 sammanslogs kommunerna Juankoski, Muuruvesi och Säyneinen till en ny kommun med namnet Juankoski. Den 28 februari 1998 omvandlades Juankoski kommun genom kommunfullmäktiges beslut till Juankoski stad. 
Vid årsskiftet 2016/2017 införlivades Juankoski i Kuopio kommun.
Juankoski stads språkliga status var enspråkig finsk.

## Strömsdals bruk

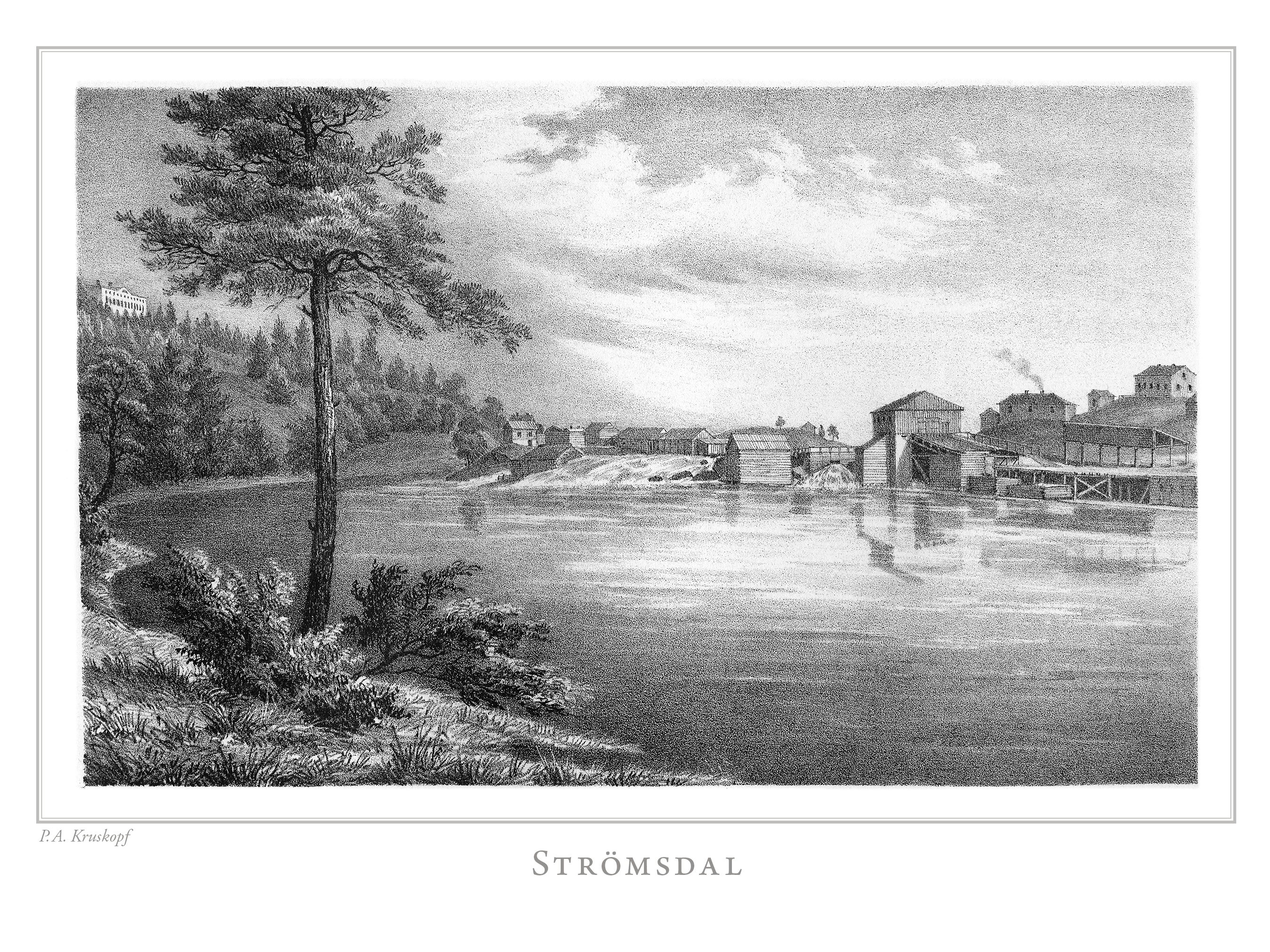
Litografi av Strömsdal i Finland framstäldt i teckningar utgiven 1845-1852.

År 1744 grundades här ett järnbruk, Strömsdals bruk. Förutom själva masugnen för myrmalm anlades även en smedja. Hundra år senare tillkom puddlings- och valsverk, gjuteri och mekanisk verkstad. Det tillhörde länge släkten Tigerstedt. 1915 inköptes det av det stora Kymmene Ab, huvudsakligen för dess stora skogars skull. Kymmene Ab lade ner järnbruket strax efter köpet, och grundade i stället ett tegelbruk, ångkvarn, träsliperi och såg med mera. Aktiebolaget Stromsdal Oyj var företagets sista ägare, närmare bestämt mellan 1988 och 2008.

### Namnet ”Strömsdal”
Det går inte att finna några trovärdiga skriftliga noteringar om att själva orten någonsin skulle ha haft varken officiell eller allmänt vedertagen svensk namnform. Det är bara i järnbrukets namn som ordet Strömsdal har förekommit, inte på själva orten. Järnbruket Strömsdals bruk har således inte uppkallats efter orten, och orten har inte heller uppkallats på svenska efter järnbruket.

## Politik

### Mandatfördelning i Juankoski stad, valen 1976–2012
| 8 | 4 |  | 10 |  | 3 |

| 7 | 4 | 2 | 11 | 3 |

| 5 | 4 | 2 | 3 | 11 | 2 |

| 4 | 4 | 2 | 3 | 11 | 3 |

| 5 | 5 | 2 |  | 12 | 2 |

| 5 | 4 | 2 | 13 | 3 |

| 3 | 4 | 5 | 13 |  |  |

| 3 | 4 | 4 | 15 |  |

| 18 | 9 |

| 2 | 5 | 5 | 14 |  |

| 19 | 8 |

| 2 | 5 | 5 | 12 | 2 |  |

| 21 | 6 |

## Utbildning
Här finns inom den grundläggande utbildningen fyra finskspråkiga skolor, och inom gymnasieutbildningen finns ett finskspråkigt gymnasium. Förutom dessa skolor finns här ett musikinstitut.

## Kända personer från Juankoski
- Den finländske sångaren och diktaren Juice Leskinen var född i Juankoski.